# Comuna de Żukowice
Żukowice (polaco: Gmina Żukowice) é uma gminy (comuna) na Polónia, na voivodia de Baixa Silésia e no condado de Głogowski. A sede do condado é a cidade de Żukowice.
De acordo com os censos de 2004, a comuna tem 3505 habitantes, com uma densidade 51,5 hab/km².

## Área
Estende-se por uma área de 68,09 km², incluindo:
- área agricola: 81%
- área florestal: 5%

## Demografia
Dados de 30 de Junho de 2004:
|                      | Total   | Total | Mulheres | Mulheres | Homens  | Homens |
| -------------------- | ------- | ----- | -------- | -------- | ------- | ------ |
|                      | pessoas | %     | pessoas  | %        | pessoas | %      |
| População            | 3505    | 100   | 1705     | 48,6     | 1800    | 51,4   |
| Densidade (pop./km²) | 51,5    | 100   | 25       | 25       | 26,4    | 26,4   |

De acordo com dados de 2002, o rendimento médio per capita ascendia a 1777,45 zł.

## Subdivisões
- Brzeg Głogowski, Bukwica, Czerna, Dankowice, Dobrzejowice, Domaniowice, Glinica, Kamiona, Kłoda, Kromolin, Nielubia, Słone, Szczepów, Zabłocie, Żukowice.

## Comunas vizinhas
- Bytom Odrzański, Gaworzyce, Głogów, Głogów, Jerzmanowa, Kotla, Siedlisko